# Piołunowo
Piołunowo – wieś w Polsce położona w województwie kujawsko-pomorskim, w powiecie radziejowskim, w gminie Radziejów.

## Podział administracyjny
W latach 1975–1998 miejscowość administracyjnie należała do województwa włocławskiego.

## Demografia
Według Narodowego Spisu Powszechnego (III 2011 r.) liczyła 168 mieszkańców. Jest trzynastą co do wielkości miejscowością gminy Radziejów.

## Nazwa
Nazwa Piołunowo pochodzi od licznie tu rosnącego piołunu. 

## Grupy wyznaniowe
Piołunowo należy do parafii Byczyna.

## Historia
W Piołunowie znajdowało się cmentarzysko pogańskie. Ślady po nim pochodzą najprawdopodobniej z epoki brązu, z III i II wieku p.n.e. Każda mogiła miała kształt trójkąta ostrokątnego złożonego z wielkich kamieni, pod którymi zwykle znajdowały się popielnice, wypełnione popiołem i skałkami krzemiennymi. W roku 1980 została wyorana bardzo ostra siekierka z krzemienia bez drzewca. Według opowieści starszych mieszkańców Piołunowa, kamienie z tego cmentarzyska były użyte do budowy parkanu przy kościele w Byczynie.
Jak podają źródła historyczne, dawniej wieś nosiła nazwę Pielunowo.
W 1308 r. Piołunowo wraz z Płowkami zostały wymienione jako wsie leżące w dystrykcie radziejowskim. W Piołunowie w trakcie prac polowych znaleziono narzędzie przypominające widły, pochodzące z okresu bitwy pod Płowcami. Obecnie znajduje się ono w Muzeum Wojska Polskiego w Warszawie. Ze znalezisk w Piołunowie i opracowań historyków wynika, że bitwa płowiecka w 1331 r. odbywała się także na północ od Płowiec, na piołunowskich polach.
Piołunowo od 1489 r. stanowiło własność królewską. W połowie XVI w. Piołunowo było zamieszkiwane przez 3 zagrodników i liczyło 3 łany – tak wynika z rejestrów poborowych powiatu radziejowskiego z 1557 r. i 1566 r. Wieś użytkował Mikołaj Roskowski – wojski kruszwicki, od roku 1616 – Mielżyński, a od roku 1631 – Stanisław Legocki herbu Jasieńczuk. Wieś była wówczas nadal królewszczyzną i liczyła 12 domów. W czasie potopu szwedzkiego wieś została w dużej części zniszczona; w 1662 r. znajdowały się tu już tylko 4 domy. 
W roku 1779 właścicielem Piołunowa został Wincenty Modliński, podkomorzy brzeskokujawski, dziedzic Krzywosądzy, który otrzymał wieś od króla Stanisława Augusta jako rekompensatę za koszty poniesione przy budowie grobli od Krzywosądzy do Sędzina. W tym czasie miejscowość liczyła 7 domów i około 46 mieszkańców. W kolejnych latach przybywało domów i mieszkańców: w 1827 domów było 9, a mieszkańców 88. W 1881 r. właścicielem folwarku Piołunowo był Lniski, w okresie międzywojennym – rodzina Daszkowskich. Po wybuchu II wojny światowej w 1939 r. rodzina Daszkowskich została wysiedlona i już nie powróciła do Polski.
Obok wsi usytuowany był tzw. cmentarz choleryczny, miejsce pochówku osób zmarłych na cholerę. Obecnie znajduje się w tym miejscu pole uprawne. Przed wybuchem I wojny światowej w Piołunowie istniał młyn wietrzny.